# Гозальдо
Гозальдо, Ґозальдо (італ. Gosaldo, вен. Gosalt) — муніципалітет в Італії, у регіоні Венето, провінція Беллуно.
Гозальдо розташоване на відстані близько 490 км на північ від Рима, 95 км на північ від Венеції, 23 км на захід від Беллуно.
Населення — 667 осіб (2014).
Щорічний фестиваль відбувається 15 вересня. 

## Демографія
Населення за роками:

Станом на 1 січня 2023 року в муніципалітеті офіційно проживало 5 іноземців з 4 країн, серед них 3 громадяни країн Євросоюзу та 1 громадянин України.

## Сусідні муніципалітети
- Чезіомаджоре
- Ривамонте-Агордіно
- Сагрон-Міс
- Седіко
- Соспіроло
- Таїбон-Агордіно
- Примієро-Сан-Мартіно-ді-Кастроцца
- Вольтаго-Агордіно